# Superchunk
I Superchunk sono una band indie rock americana proveniente da Chapel Hill una cittadina della Carolina del Nord, composta dal cantante-chitarrista Mac McCaughan, dal chitarrista Jim Wilbur, dalla bassista Laura Ballance e dal batterista Jon Wurster. Il loro stile energico e molto veloce è stato influenzato dal Punk rock.

## Discografia
- 1990 - Superchunk
- 1991 - No Pocky for Kitty
- 1993 - On the Mouth
- 1994 - Foolish
- 1995 - Here's Where the Strings Come In
- 1997 - Indoor Living
- 1999 - Come Pick Me Up
- 2001 - Here's to Shutting Up
- 2010 - Majesty Shredding
- 2013 - I Hate Music
- 2022 - Wild Loneliness
- 2023 - Misfits and Mistakes: Singles, B-sides & Strays 2007–2023